# Lijst van organisaties met het predicaat Koninklijk in België
Deze lijst geeft een overzicht van instellingen en bedrijven in België die het predicaat Koninklijk mogen voeren. In deze lijst zijn alleen bedrijven, instellingen en verenigingen opgenomen waarover een artikel op de Nederlandstalige Wikipedia beschikbaar is.
Legenda:
- De vermelding (B) verwijst naar een overheidsinstelling of een instelling van openbaar nut.
- Organisaties met de aanduiding (†) bestaan niet meer, of niet meer onder die naam.

## A
- Koninklijke Vlaamse Academie van België voor Wetenschappen en Kunsten (KVAB) (B)
- Koninklijke Academie voor Nederlandse Taal- en Letterkunde (KANTL) (B)
- Koninklijke Vereniging der Afstammelingen van de Brusselse Geslachten
- Royal Sporting Club Anderlecht of RSC Anderlecht (Anderlecht)
- Royal Ans Football Club
- Antigifcentrum (B)
- Royal Antwerp Football Club (RAFC)
- Antwerp Symphony Orchestra
- Koninklijke Belgische Atletiekbond (KBAB)
- Royal Antwerp Golf Club (RAGC)
- Royal Antwerp Aviation Club (RAAC)

## B
- Belgische Vereniging voor Conchyliologie (KonBVC)
- Koninklijk Ballet van Vlaanderen (KBvV)
- Koninklijke BAM Groep
- Koninklijke Beiaardschool Jef Denyn
- Koninklijk Berchem Sport (KBS)
- Koninklijke Bibliotheek van België (KBR) (B)
- Koninklijke Belgische Botanische Vereniging (KBBV)
- Koninklijke Bloemencorso Loenhout

## C
- Koninklijke Vlaamse Chemische Vereniging (KVCV)
- Cercle Brugge Koninklijke Sportvereniging of Cercle Brugge KSV (Cercle)
- Royale Sporting du Pays de Charleroi of Sporting Charleroi
- Koninklijk Circus, Brussel
- Club Brugge Koninklijke Voetbalvereniging of Club Brugge KV (Club of FCB)
- Koninklijk Comité voor Initiatief van Brugge
- Koninklijke Commissie voor Monumenten en Landschappen (KCML) (B)
- Conservatoire Royal de Liège
- Conservatoire Royal de Mons
- Koninklijk Conservatorium, Antwerpen (B)
- Koninklijk Conservatorium Brussel (KCB) (B)
- Koninklijk Conservatorium Gent (B) (†)
- Koninklijke Harmonie Concordiavrienden Kalfort

## D
- Royal Dinant Football Club

## E
- Koninklijke (Katholieke) Fanfare De Eendracht (KKF de Eendracht), Itegem
- Royal Entente Blegnytoise
- Koninklijke Algemene Sportvereniging Eupen (KAS Eupen)

## F
- Koninklijk Belgisch Filmarchief (B)

## G
- Koninklijke Racing Club Genk of KRC Genk (Racing Genk)
- Koninklijk Genootschap voor Geschiedenis te Brugge
- Koninklijke Atletiek Associatie Gent of KAA Gent (AA Gent)

## H
- Koninklijke Voetbalclub Houtvenne (KFC Houtvenne)
- Koninklijke Sportkring Heist (KSK Heist)
- Royal Herve FC
- Koninklijk Hoger Instituut voor Defensie (KHID) (B)

## I
- Koninklijk Instituut voor Internationale Betrekkingen (KIIB) (Egmont Instituut) (B)
- Koninklijk Instituut voor het Kunstpatrimonium (KIK) (B)
- Koninklijk Belgisch Instituut voor Natuurwetenschappen (KBIN) (B)
- Koninklijke Belgische IJshockey Federatie

## K
- Koninklijke Voetbalvereniging Kortrijk (KV Kortrijk)
- Koninklijk Instituut voor het Kunstpatrimonium (KIK) (B)
- Koninklijke Voetbalvereniging Kontich (K. Kontich FC)

## L
- Koninklijke Harmonie Leo XIII, Izegem
- Royal Standard de Liège of Standard Luik (Standard)
- Koninklijke Lierse Sportkring (Lierse)
- Koninklijke Sporting Lokeren Oost-Vlaanderen (Lokeren)
- koninklijke Kunstkring Sint-truiden

## M
- Koninklijke Heemkundige Kring Maurits Van Coppenolle
- Koninklijke Voetbalvereniging Mechelen (KV Mechelen)
- Koninklijk Meteorologisch Instituut van België (KMI) (B)
- Koninklijke Militaire School (KMS) (B), Brussel
- Royal Albert-Elisabeth Club de Mons (RAEC Mons)
- Royal Excel Moeskroen (Excel Moeskroen)
- Koninklijke Muntschouwburg
- Koninklijke Musea voor Kunst en Geschiedenis (KMKG) (B)
- Koninklijke Musea voor Schone Kunsten van België (KMSKB) (B)
- Koninklijk Museum van het Leger en de Krijgsgeschiedenis (B)
- Koninklijk Museum voor Midden-Afrika (KMMA) (B)
- Koninklijke Muziekvereniging De Leiezonen Desselgem (B)

## N
- Koninklijk Belgisch Instituut voor Natuurwetenschappen (KBIN) (B)

## O
- Koninklijke Voetbalclub Oostende (KV Oostende)
- Opéra Royal de Wallonie (B)
- Orchestre royal de chambre de Wallonie (B)
- Orchestre philharmonique royal de Liège (B)
- Koninklijke Oost- en Westvlaamsche Kring (Vla-Vla)

## P
- KFC Poperinge

## R
- Koninklijke Sportvereniging Roeselare of KSV Roeselare (Roeselare)

## S
- Koninklijke Sint-Truidense Voetbalvereniging
- Koninklijke Nederlandse Schouwburg (KNS), Antwerpen (†)
- Koninklijke Vlaamse Schouwburg (KVS), Brussel
- Koninklijke Speelschaar SFX, Brugge
- Koninklijk Instituut Spermalie
- Koninklijke Scoutsharmonie Sint-Leo, Brugge
- Koninklijke Stadsschouwburg Brugge
- Koninklijke Standaard Wetteren (Wetteren)
- Koninklijke Sterrenwacht van België, Ukkel
- Koninklijke Sobeka Kajakclub Zwevegem

## T
- Koninklijke Belgische Tennisbond (KBTB)
- Koninklijke VoetbalKlub Tienen (KVK Tienen)

## U
- Royal Football Club Union La Calamine

## V
- De Koninklijke Aloude Hoofdrederijkerskamer De Violieren
- Royal Cercle Sportif Visétois (CS Visé)
- Koninklijke Belgische Voetbalbond (KBVB)
- Koninklijke Vlaamse Ingenieursvereniging (KVIV)
- Koninklijke Harmonie Volharding Kessel-Lo (KHVK)

## W
- KVRS Waasland - SK Beveren (Waasland-Beveren)
- Koninklijke Waregemse Koersevereniging
- Koninklijk Instituut Woluwe
- Royal White Star Woluwe

## Y
- Koninklijke Harmonie Ypriana